# Ciaroite
La ciaroite, anche charoite o caroite (simbolo IMA: Cha) è un raro minerale appartenente alla famiglia dei "silicati" con composizione chimica (K,Sr,Ba,Mn)15-16(Ca,Na)32[Si70(O,OH)180](OH,F)4 • nH2O; gli elementi potassio, stronzio, bario e manganese, il calcio e il sodio, così come lo ione idrossido e il fluoro indicati tutti tra parentesi, possono sostituirsi l'uno con l'altro nella formula, ma sono sempre nella stessa proporzione con gli altri componenti del minerale.
Strutturalmente appartiene agli inosilicati.

## Etimologia e storia
La ciaroite deve il proprio nome alla sua località tipo, il fiume Čara, che scorre in Siberia nei pressi del complesso alcalino di Malyj Murun, dove appunto fu scoperto il minerale nel 1949.
Il suo campione tipo è conservato presso l'Università degli Studi di Roma "La Sapienza" (a Roma, in Italia) con il numero di catalogo 24352 e presso l'istituto "A.E. Fersman" del Museo mineralogico di mosca (in Russia).

## Classificazione
La classica nona edizione della sistematica dei minerali di Strunz, aggiornata dall'Associazione Mineralogica Internazionale (IMA) fino al 2009, elenca la ciaroite nella classe "9. Silicati (germanati)" e nella sottoclasse "9.D Inosilicati"; questa viene ulteriormente suddivisa in base alla struttura cristallina del minerale, in modo da trovare la ciaroite nella sezione "9.DG Inosilicati con catene singole e multiple di periodo 3" dove è l'unico membro del sistema nº 9.DG.92.
Tale classificazione rimane invariata anche nell'edizione successiva, proseguita dal database "mindat.org" e chiamata Classificazione Strunz-mindat.
Nella Sistematica dei lapis (Lapis-Systematik) di Stefan Weiß la ciaroite si trova nella classe dei "silicati" e nella sottoclasse degli "inosilicati"; qui è nella sezione degli "inosilicati a catena complesse (catene cilindriche, ecc.)" dove forma il sistema nº VIII/F.35 insieme a canasite, eveslogite, frankamenite, fluorcanasite, miserite e yuksporite.
Anche la classificazione dei minerali secondo Dana, usata principalmente nel mondo anglosassone, elenca la ciaroite nella famiglia dei "silicati"; qui è nella classe degli "inosilicati: strutture colonnari o tubolari" e nella sottoclasse degli "inosilicati: strutture colonnari o tubolari con unità di silicato colonnare" dove è nella sezione dei minerali con struttura a "catene a doppia manovella" con il numero di sistema nº 70.1.2 insieme a caysichite-(Y) e narsarsukite.

## Abito cristallino
La ciaroite cristallizza nel sistema monoclino nel gruppo spaziale P21/m (gruppo nº 11) con i parametri di reticolo a = 32,296 Å, b = 19,651 Å, c = 7,16 Å e β = 96,3°, oltre ad avere 2 unità di formula per cella unitaria.

## Origine e giacitura
La ciaroite è stata trovata nelle metasomatiti di k-feldspato a contatto di sieniti di nefelina ed egirina con calcari; la paragenesi è con canasite e tinaksite.
La ciaroite è un minerale molto raro ed è stato trovato in alcuni siti in Russia: presso il fiume Čara sul massiccio "Murunskii" nello scudo dell'Aldan (sua località tipo), ma anche sul massiccio "Malyi Murun" nell'oblast' di Irkutsk e presso il fiume Synzas nell'oblast' di Kemerovo.

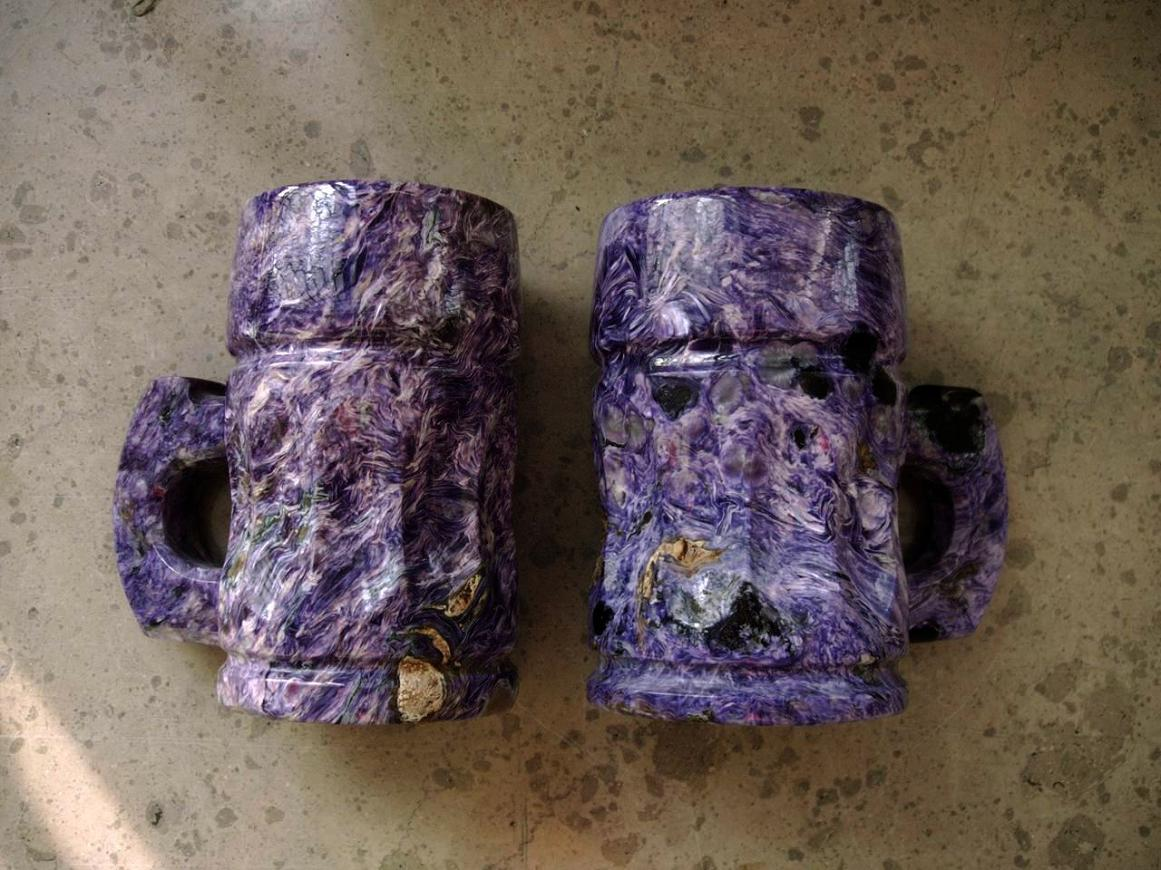
Tazze in ciaroite
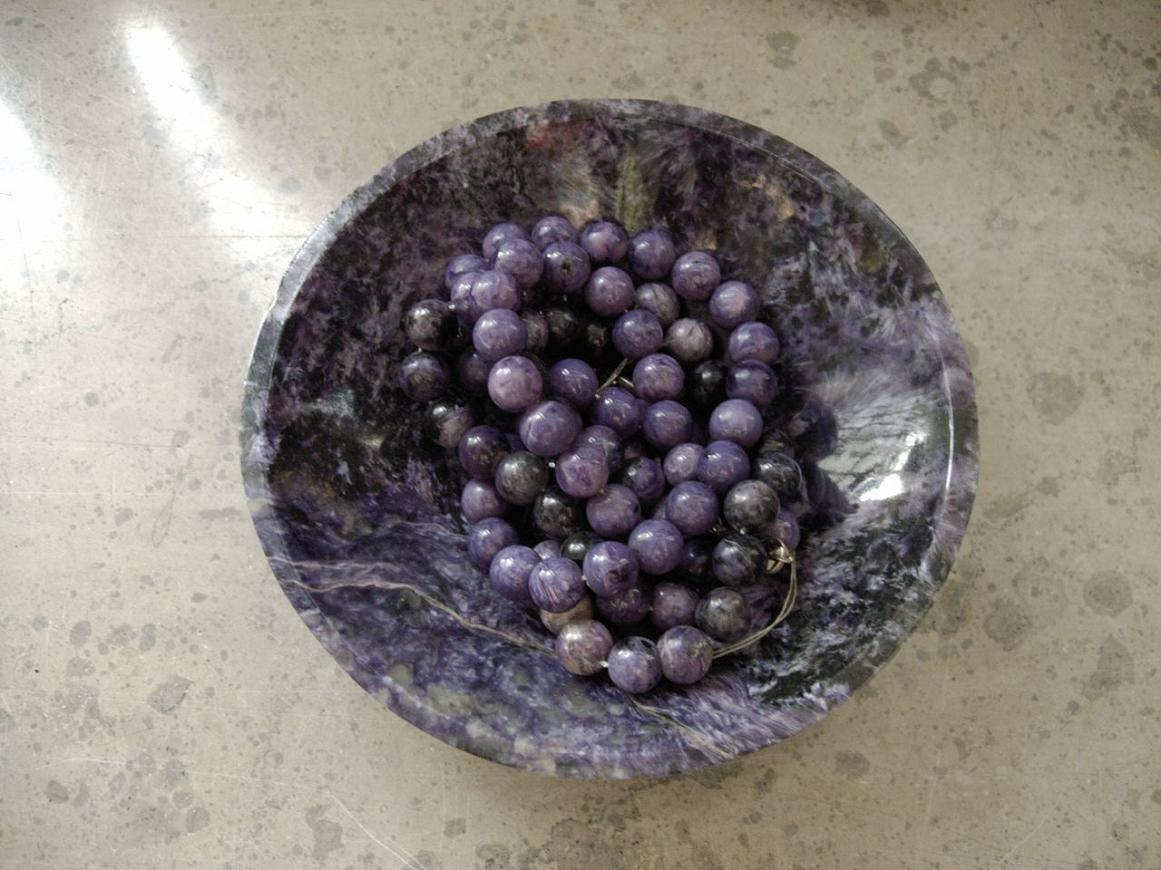
Ciotola e perle in ciaroite
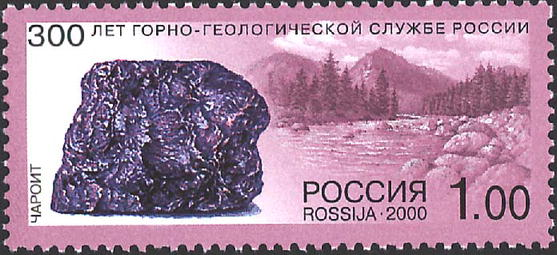
Francobollo russo emesso nel 2000, della serie "300° anniversario del Servizio minerario e geologico della Russia. Minerali" con un'immagine del minerale ciaroite.

## Forma in cui si presenta in natura
La ciaroite forma aggregati fibrosi e massivi. Il minerale è traslucido, con lucentezza da vitrea a serica; il colore va dal viola al lilla intenso, dal grigio biancastro al marrone, mentre il colore del suo striscio è bianco.

## Proprietà

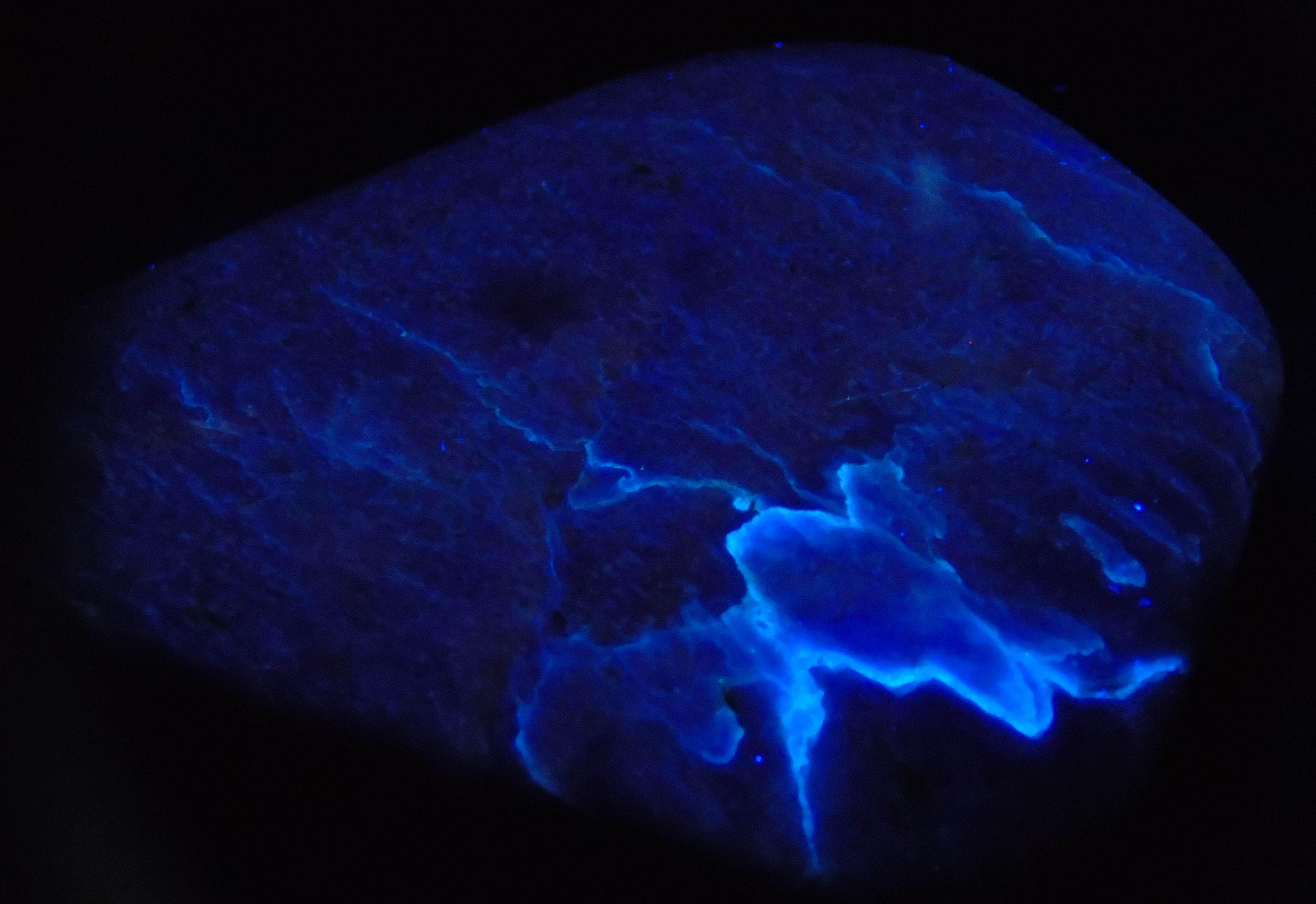
Fluorescenza blu emessa da un campione di ciaroite esposto alla luce ultravioletta

La ciaroite è debolmente pleocroica con colori dal rosa all'incolore; sotto la luce ultravioletta mostra una leggera fluorescenza blu, dovuta più che altro al fatto che spesso nella sua composizione sono presenti alcune terre rare, che accentuano il fenomeno.

## In gioielleria
Dati i suoi singolari giochi di colore che ricordano la viola, il glicine, la malva e la pervinca, verso la fine degli anni '70 la ciaroite fu introdotta in Occidente, nel mercato delle pietre preziose. Si presta a essere tagliata quasi esclusivamente a cabochon.

## Nel folklore
Un tempo i Mongoli utilizzavano questa pietra mettendola in infusione nel tè, che veniva poi consumato da tutta la famiglia al fine di rafforzare i legami fra parenti e proteggere ciascuno di loro dal male. 
Come per altre pietre di colore viola, antiche credenze attribuiscono alla ciaroite la capacità di donare lungimiranza e chiaroveggenza.